# Babia dolina
Babia dolina je největším údolím ve východní části Belianských Tater, je dlouhé přibližně 4 km.

## Poloha
Údolí začíná ve výšce 768 m n. m. nedaleko Červené skály, mezi Čierným vrchem (1054 m n. m.) a Tokarňou (1200 m n. m.), přibližně 1,5 km od Bachledovy doliny. Od začátku směřuje na západ, kde se po asi 2 km, v oblasti sedla Oželec ve výšce asi 1044 m n. m., ostře stáčí na jihozápad. Ve výšce asi 1300 m n. m. se prudce zvedá a vytváří kotel, který se táhne pod Bujačí vrch (1947 m n. m.). Tato oblast údolí se jmenuje Kuria dolinka. Od západu dolinu ohraničuje severní rameno, které spadá z Bujačího vrchu přes Holý vrch (1334 m n. m.) a pokračuje dlouhým hřbetem Tokárně. Na východě ji ohraničuje hřeben Margity, Babí vrch a Čierny vrch.

## Potoky
Údolím protéká Babí potok. 

## Turistika
Do údolí nevedou turistické stezky. Dolina je v přísně chráněné přírodní rezervaci TANAPu.